# 12e étape du Tour de France 1997
Pour un article plus général, voir Tour de France 1997.
La douzième étape du Tour de France 1997 s'est déroulée le 18 juillet 1997 à Saint-Étienne sur un parcours de 55,5 km de contre-la-montre individuel. L'Allemand Jan Ullrich remporte sa deuxième étape sur ce Tour de France avec plus de trois minutes d'avance sur son dauphin au classement général le Français Richard Virenque, ce qui lui permet de consolider son maillot jaune et d'asseoir sa domination.

## Classement de l'étape
| \| Classement de l'étape \| Classement de l'étape \| Classement de l'étape \| Classement de l'étape \| Classement de l'étape \| \| Coureur \| Coureur \| Pays \| Équipe \| Temps \| \| --------------------- \| --------------------- \| --------------------- \| --------------------- \| --------------------- \| \| 1er \| Jan Ullrich \| Allemagne \| Deutsche Telekom \| 1 h 16 min 24 s \| \| 2e \| Richard Virenque \| France \| Festina-Lotus \| + 3 min 04 s \| \| 3e \| Bjarne Riis \| Danemark \| Deutsche Telekom \| + 3 min 08 s \| \| 4e \| Abraham Olano \| Espagne \| Banesto \| + 3 min 14 s \| \| 5e \| Marco Pantani \| Italie \| Mercatone Uno \| + 3 min 42 s \| \| 6e \| Francesco Casagrande \| Italie \| Saeco-Estro \| + 3 min 56 s \| \| 7e \| Frank Vandenbroucke \| Belgique \| Mapei-GB \| + 4 min 44 s \| \| 8e \| Zenon Jaskuła \| Pologne \| Mapei-GB \| + 4 min 50 s \| \| 9e \| Beat Zberg \| Suisse \| Mercatone Uno \| + 5 min 00 s \| \| 10e \| Michael Boogerd \| Pays-Bas \| Rabobank \| + 5 min 04 s \| |                      |           |                  |                 |
| |                      |           |                  |                 |
| |                      |           |                  |                 |
| Classement de l'étape |                      |           |                  |                 |
| Coureur | Coureur              | Pays      | Équipe           | Temps           |
| 1er | Jan Ullrich          | Allemagne | Deutsche Telekom | 1 h 16 min 24 s |
| 2e | Richard Virenque     | France    | Festina-Lotus    | + 3 min 04 s    |
| 3e | Bjarne Riis          | Danemark  | Deutsche Telekom | + 3 min 08 s    |
| 4e | Abraham Olano        | Espagne   | Banesto          | + 3 min 14 s    |
| 5e | Marco Pantani        | Italie    | Mercatone Uno    | + 3 min 42 s    |
| 6e | Francesco Casagrande | Italie    | Saeco-Estro      | + 3 min 56 s    |
| 7e | Frank Vandenbroucke  | Belgique  | Mapei-GB         | + 4 min 44 s    |
| 8e | Zenon Jaskuła        | Pologne   | Mapei-GB         | + 4 min 50 s    |
| 9e | Beat Zberg           | Suisse    | Mercatone Uno    | + 5 min 00 s    |
| 10e | Michael Boogerd      | Pays-Bas  | Rabobank         | + 5 min 04 s    |

## Classement général
À la suite du contre-la-montre, on retrouve peu de changement au classement général mais les écarts augmentent fortement. Seul l'Italien Francesco Casagrande (Saeco-Estro) avec deux places de gagner et une septième place et le Français Pascal Lino (BigMat-Auber 93) qui fait son entrée dans le top 10 à la dixième place progressent au classement. L'Allemand Jan Ullrich (Deutsche Telekom) conserve son maillot jaune de leader devant le Français Richard Virenque (Festina-Lotus) mais il possède maintenant cinq minutes et 42 secondes d'avance. L'Espagnol Abraham Olano (Banesto) reste troisième et complète toujours le podium mais avec un retard de huit minutes, une seconde devant le Danois Bjarne Riis (Deutsche Telekom).
| \| Classement général \| Classement général \| Classement général \| Classement général \| Classement général \| \| Coureur \| Coureur \| Pays \| Équipe \| Temps \| \| ------------------ \| -------------------- \| ------------------ \| ---------------------------- \| ------------------ \| \| 1er \| Jan Ullrich \| Allemagne \| Deutsche Telekom \| 61 h 22 min 41 s \| \| 2e \| Richard Virenque \| France \| Festina-Lotus \| + 5 min 42 s \| \| 3e \| Abraham Olano \| Espagne \| Banesto \| + 8 min 00 s \| \| 4e \| Bjarne Riis \| Danemark \| Deutsche Telekom \| + 8 min 01 s \| \| 5e \| Marco Pantani \| Italie \| Mercatone Uno \| + 9 min 11 s \| \| 6e \| Fernando Escartín \| Espagne \| Kelme-Costa Blanca-Eurosport \| + 11 min 09 s \| \| 7e \| Francesco Casagrande \| Italie \| Saeco-Estro \| + 11 min 16 s \| \| 8e \| Laurent Dufaux \| Suisse \| Festina-Lotus \| + 12 min 28 s \| \| 9e \| Oscar Camenzind \| Suisse \| Mapei-GB \| + 13 min 15 s \| \| 10e \| Pascal Lino \| France \| BigMat-Auber 93 \| + 14 min 16 s \| |                      |           |                              |                  |
| |                      |           |                              |                  |
| |                      |           |                              |                  |
| Classement général |                      |           |                              |                  |
| Coureur | Coureur              | Pays      | Équipe                       | Temps            |
| 1er | Jan Ullrich          | Allemagne | Deutsche Telekom             | 61 h 22 min 41 s |
| 2e | Richard Virenque     | France    | Festina-Lotus                | + 5 min 42 s     |
| 3e | Abraham Olano        | Espagne   | Banesto                      | + 8 min 00 s     |
| 4e | Bjarne Riis          | Danemark  | Deutsche Telekom             | + 8 min 01 s     |
| 5e | Marco Pantani        | Italie    | Mercatone Uno                | + 9 min 11 s     |
| 6e | Fernando Escartín    | Espagne   | Kelme-Costa Blanca-Eurosport | + 11 min 09 s    |
| 7e | Francesco Casagrande | Italie    | Saeco-Estro                  | + 11 min 16 s    |
| 8e | Laurent Dufaux       | Suisse    | Festina-Lotus                | + 12 min 28 s    |
| 9e | Oscar Camenzind      | Suisse    | Mapei-GB                     | + 13 min 15 s    |
| 10e | Pascal Lino          | France    | BigMat-Auber 93              | + 14 min 16 s    |

## Classements annexes
| Classement par points | Classement par points | Classement par points | Classement par points | Classement par points |
| Coureur               | Coureur               | Pays                  | Équipe                | Points                |
| --------------------- | --------------------- | --------------------- | --------------------- | --------------------- |
| 1er                   | Erik Zabel            | Allemagne             | Deutsche Telekom      | 272 pts               |
| 2e                    | Frédéric Moncassin    | France                | Gan                   | 191 pts               |
| 3e                    | Jeroen Blijlevens     | Pays-Bas              | TVM-Farm Frites       | 168 pts               |
| 4e                    | Mario Traversoni      | Italie                | Mercatone Uno         | 126 pts               |
| 5e                    | Nicola Minali         | Italie                | Batik-Del Monte       | 121 pts               |

| Classement par points | Classement par points | Classement par points | Classement par points | Classement par points |
| Coureur               | Coureur               | Pays                  | Équipe                | Points                |
| --------------------- | --------------------- | --------------------- | --------------------- | --------------------- |
| 1er                   | Erik Zabel            | Allemagne             | Deutsche Telekom      | 272 pts               |
| 2e                    | Frédéric Moncassin    | France                | Gan                   | 191 pts               |
| 3e                    | Jeroen Blijlevens     | Pays-Bas              | TVM-Farm Frites       | 168 pts               |
| 4e                    | Mario Traversoni      | Italie                | Mercatone Uno         | 126 pts               |
| 5e                    | Nicola Minali         | Italie                | Batik-Del Monte       | 121 pts               |

| Classement de la montagne | Classement de la montagne | Classement de la montagne | Classement de la montagne | Classement de la montagne |
| Coureur                   | Coureur                   | Pays                      | Équipe                    | Points                    |
| ------------------------- | ------------------------- | ------------------------- | ------------------------- | ------------------------- |
| 1er                       | Richard Virenque          | France                    | Festina-Lotus             | 259 pts                   |
| 2e                        | Laurent Brochard          | France                    | Festina-Lotus             | 185 pts                   |
| 3e                        | Jan Ullrich               | Allemagne                 | Deutsche Telekom          | 162 pts                   |
| 4e                        | Marco Pantani             | Italie                    | Mercatone Uno             | 134 pts                   |
| 5e                        | Pascal Hervé              | France                    | Festina-Lotus             | 117 pts                   |

| Classement de la montagne | Classement de la montagne | Classement de la montagne | Classement de la montagne | Classement de la montagne |
| Coureur                   | Coureur                   | Pays                      | Équipe                    | Points                    |
| ------------------------- | ------------------------- | ------------------------- | ------------------------- | ------------------------- |
| 1er                       | Richard Virenque          | France                    | Festina-Lotus             | 259 pts                   |
| 2e                        | Laurent Brochard          | France                    | Festina-Lotus             | 185 pts                   |
| 3e                        | Jan Ullrich               | Allemagne                 | Deutsche Telekom          | 162 pts                   |
| 4e                        | Marco Pantani             | Italie                    | Mercatone Uno             | 134 pts                   |
| 5e                        | Pascal Hervé              | France                    | Festina-Lotus             | 117 pts                   |

| Classement du meilleur jeune | Classement du meilleur jeune | Classement du meilleur jeune | Classement du meilleur jeune | Classement du meilleur jeune |
| Coureur                      | Coureur                      | Pays                         | Équipe                       | Temps                        |
| ---------------------------- | ---------------------------- | ---------------------------- | ---------------------------- | ---------------------------- |
| 1er                          | Jan Ullrich                  | Allemagne                    | Deutsche Telekom             | 61 h 22 min 41 s             |
| 2e                           | Peter Luttenberger           | Autriche                     | Rabobank                     | + 15 min 47 s                |
| 3e                           | Daniele Nardello             | Italie                       | Mapei-GB                     | + 17 min 33 s                |
| 4e                           | Joona Laukka                 | Finlande                     | Festina-Lotus                | + 21 min 48 s                |
| 5e                           | Michael Boogerd              | Pays-Bas                     | Rabobank                     | + 26 min 21 s                |

| Classement du meilleur jeune | Classement du meilleur jeune | Classement du meilleur jeune | Classement du meilleur jeune | Classement du meilleur jeune |
| Coureur                      | Coureur                      | Pays                         | Équipe                       | Temps                        |
| ---------------------------- | ---------------------------- | ---------------------------- | ---------------------------- | ---------------------------- |
| 1er                          | Jan Ullrich                  | Allemagne                    | Deutsche Telekom             | 61 h 22 min 41 s             |
| 2e                           | Peter Luttenberger           | Autriche                     | Rabobank                     | + 15 min 47 s                |
| 3e                           | Daniele Nardello             | Italie                       | Mapei-GB                     | + 17 min 33 s                |
| 4e                           | Joona Laukka                 | Finlande                     | Festina-Lotus                | + 21 min 48 s                |
| 5e                           | Michael Boogerd              | Pays-Bas                     | Rabobank                     | + 26 min 21 s                |

| Classement par équipes | Classement par équipes | Classement par équipes | Classement par équipes |
| Équipe                 | Équipe                 | Pays                   | Temps                  |
| ---------------------- | ---------------------- | ---------------------- | ---------------------- |
| 1re                    | Deutsche Telekom       | Allemagne              | 184 h 37 min 19 s      |
| 2e                     | Festina-Lotus          | France                 | + 14 s                 |
| 3e                     | Mercatone Uno          | Italie                 | + 7 min 15 s           |
| 4e                     | Banesto                | Espagne                | + 10 min 25 s          |
| 5e                     | Mapei-GB               | Italie                 | + 33 min 24 s          |

| Classement par équipes | Classement par équipes | Classement par équipes | Classement par équipes |
| Équipe                 | Équipe                 | Pays                   | Temps                  |
| ---------------------- | ---------------------- | ---------------------- | ---------------------- |
| 1re                    | Deutsche Telekom       | Allemagne              | 184 h 37 min 19 s      |
| 2e                     | Festina-Lotus          | France                 | + 14 s                 |
| 3e                     | Mercatone Uno          | Italie                 | + 7 min 15 s           |
| 4e                     | Banesto                | Espagne                | + 10 min 25 s          |
| 5e                     | Mapei-GB               | Italie                 | + 33 min 24 s          |